# Carnage for Christmas
Carnage for Christmas es una película de terror navideña australiana de 2024 dirigida por Alice Maio Mackay a partir de un guion de Mackay y Benjamin Pahl Robinson.

## Premisa
Durante las vacaciones de Navidad, la podcaster de true crime Lola visita su ciudad natal por primera vez desde su transición de género. Ella se enreda en el misterio de la ciudad para descubrir si el fantasma de un asesino histórico ha regresado.

## Elenco
- Jeremy Moineau como Lola
- Dominique Booth como Danielle
- Zarif como Charlie
- Olivia Deeble como Riley
- Joe Romeo como Dave
- Yassica Switakowski como Kit
- Lewi Dawson como Kat
- Lisa Fanto como Abby
- Iris Mcerlean como Barry
- Toshiro Glenn
- Molly Ferguson como Sarah
- Cassie Hamilton como Farrah
- Tumelo Nthupi como Kent
- Betsey Brown como Operadora de radio (voz)

## Estreno
Carnage for Christmas se estrenó en el Salem Horror Fest el 4 de mayo de 2024, se proyectó en el 48.º Festival Internacional de Cine LGBTQ+ Frameline de San Francisco como parte del programa Frameline Fangs el 22 de junio de 2024 y en el 28.º Festival Internacional de Cine Fantasia el 19 de julio de 2024.